# Gejkovac
 Gejkovac  falu Horvátországban, Károlyváros megyében. Közigazgatásilag Vojnićhoz tartozik.

## Fekvése
Károlyvárostól 37 km-re, községközpontjától 16 km-re délkeletre a Kordun területén, a Petrova gora déli lábánál, a bosnyák határ mellett fekszik.

## Története
A falunak 1857-ben 209, 1910-ben 338 lakosa volt. Trianonig Modrus-Fiume vármegye Vojnići járásához tartozott. 2011-ben 150 lakosa volt.

## Lakosság
| Lakosság változása | Lakosság változása | Lakosság változása | Lakosság változása | Lakosság változása | Lakosság változása | Lakosság változása | Lakosság változása | Lakosság változása | Lakosság változása | Lakosság változása | Lakosság változása | Lakosság változása | Lakosság változása | Lakosság változása | Lakosság változása |
| ------------------ | ------------------ | ------------------ | ------------------ | ------------------ | ------------------ | ------------------ | ------------------ | ------------------ | ------------------ | ------------------ | ------------------ | ------------------ | ------------------ | ------------------ | ------------------ |
| 1857               | 1869               | 1880               | 1890               | 1900               | 1910               | 1921               | 1931               | 1948               | 1953               | 1961               | 1971               | 1981               | 1991               | 2001               | 2011               |
| 209                | 208                | 190                | 243                | 253                | 338                | 307                | 361                | 180                | 212                | 191                | 196                | 191                | 230                | 211                | 150                |